# اراسموس ۷۹۰۷
سیارک ۷۹۰۷ (به انگلیسی: 7907 Erasmus، نامگذاری:4047P-L) هفت هزار و نهصد و هفتمین سیارک کشف شده‌است که در ۲۴ سپتامبر ۱۹۶۰ کشف شد.
قدر مطلق سیارک برابر ۱۳٫۸۰ است.